# خیزش مرگ ۳
«خیزش مرده ۳» (انگلیسی: Dead Rising 3) یک بازی ویدئویی در سبک ترس و بقا است که توسط استودیو مایکروسافت و در سال ۲۰۱۳ و ۲۰۱۴ منتشر شد. «خیزش مرگ ۳» در پلت‌فرم اکس‌باکس وان و ویندوز منتشر شده‌است.

## داستان
افزایش ۳ نفر در سال ۲۰۲۱، ۱۰ سال پس از شیوع بیماری "فورچون" و ۱۵ سال پس از شیوع بیماری رخ داد.
این داستان به دنبال یک مکانیک جوان به نام نیک راموس و تلاش او برای زنده ماندن از یک زامبی عظیم در شهر خیالی لوس Perdidos در کالیفرنیا است.
این بازی سه روز پس از شیوع اولیه شروع می‌شود.
پس از بازگشت از یک جستجوی ناموفق برای تدارکات، Nick به یکی از بازماندگان دیگری از جمله رئیسش Rhonda که یک دختر به نام آنی است و مردی به نام دیک که مردی به نام پیتر و مادرش است می‌پیوندد.
بعد از اینکه زامبی‌ها سر می‌خورند و پیتر و مادرش را می‌کشند، آنی به گروه خودش از بازماندگان حمله می‌کند.
نیک و دیگران آن را به فروشگاه خودرو Rhonda می‌آورند و متوجه میشوند  که دولت در عرض شش روز وارد شهر می‌شود تا شیوع بیماری را متوقف کند.
این گروه به سمت یک ایست بازرسی نظامی حرکت می‌کند و تنها برای پیدا کردن همه کسانی که در آنجا کشته و به یک باند دوچرخه سواران رذل مورد حمله قرار می‌گیرند.
پس از شکست دوچرخه‌سوار، نیک reunites با دوست قدیمی اش، دیگو، که اکنون یک سرباز است و از او یاد می‌گیرد که یک هواپیما در موزه قدیمی شهر است که می‌تواند قبل از اینکه نابود شود از شهر فرار کند.
با این حال، قبل از شروع کار بر روی هواپیما، نیک توسط یک زامبی گاز گرفته می‌شود و به محل سوزاندن اجساد در شهر می‌رود تا ببیند مردی به نام گری در راه است، کسی که به دنبال یک دختر خاص تحت دستور رئیسش است.
وقتی نتوانستند Zombrex پیدا کنند نیک همه امیدش را از دست می‌دهد وقتی گری متوجه شد که زخم او شفا یافته‌است،  و آشکار می‌کند که او به نوعی از تبدیل شدن مصون است.
Nick که متوجه می‌شود دختری که گری به دنبال آن است در واقع آنی است، با این کار موافق است که به او کمک کند تا او را در ازای سوخت هواپیما بازیابی کند.
سپس نیک او را رد کرد ولی موفق نشد او را متقاعد کند که با او بیاید. رهبر گروه او، قرمز، به نیک می‌گوید که ارتش در واقع تخلیه بازماندگان را انجام نمی‌دهد بلکه آن‌ها را به جای آن می‌کشد و Nick هم قبول می‌کند که به آن‌ها در ازای سوخت مورد نیاز خود، کمک کند.
Nick پس از بازیابی برخی شواهد از جنایات ارتش، از قرمز یاد می‌گیرد که تمامی دوستانش، از جمله آنی، توسط آن‌ها دستگیر شده‌اند.
نیک در حالی که از اردوگاه نظامی برای نجات اسیران استفاده می‌کند، متوجه می‌شود که مقامات دولتی Hemlock و ماریون Mallon مسئول شیوع بیماری هستند و شاهد تبدیل ایالات‌متحده به آمریکا می‌باشند.
رئیس‌جمهور را به سمت زامبی سوق داد تا کنترل کامل دولت را به عهده بگیرد. Nick که پس از نجات این اسرا، یاد می‌گیرد که دولت ۵ میلیون دلار به عنوان پاداش برای هر کسی که افراد خاصی را با اعداد خال‌کوبی شده روی گردن، مانند او و دیگو انجام می‌دهد، ارائه می‌کند.
نیک پس از اینکه سوخت را از رد به دست آورد به Rhonda و دیک برگشت تا متوجه شود که یک دیوانه فرار کرده‌است. نیک با او در موزه روبرو می‌شود و او را به هوش می‌آورد.
بعد از بازیابی قسمت‌هایی از هواپیما، نیک از Rhonda یاد می‌گیرد که با آن‌ها نخواهد رفت، زیرا می‌خواهد بماند و سعی کند با شوهر سابقش آشتی کند.
سپس نیک رفت تا بقیه بازماندگان را دور بزند، اما او و دیگو به دست ارتش دستگیر می‌شوند.
نیک در اتاقی در کنار دیگو، که در مقابل او کشته می‌شود، و صدها زنبور انگل و لارو  که از بدنش بیرون آمده‌اند باعث ایجاد سردرگمی می‌شود که به او اجازه فرار می‌دهد، ملاقات با ایزابلا کیس در راه، که نشان می‌دهد که او تنها کسی است که به دنبال مصونیت است.
پس از یک حمله از سوی Mallon، نیک متوجه می‌شود که گری آنی را دستگیر کرده‌است و او حاضر نیست اجازه دهد که او برود.
با این حال، به خاطر یادگیری این که گری در واقع همسر سابق Rhonda است، Nick دو نفر برای نجات او به یکدیگر ملحق شده‌اند.
Nick از ایزابل یاد می‌گیرد که او، دیگو، و بچه‌های یتیم دیگر که از سربازان آمریکایی مستقر در سانتا cabeza به دنیا آمده‌اند، توسط برادرش Carlito تحت آزمایش قرار گرفتند تا با هر یک از آن‌ها انگل زنده بمانند.
با این حال، Nick به جای آن از آن مصون است و باید شهر را زنده ترک کند تا شفا یابد.
علاقه‌مند به پاداش نیک، قرمز روی گروه می‌چرخد و با او می‌جنگد.
بعد از کشته شدن قرمز، Nick از فرستنده - گیرنده استفاده می‌کند و وانمود می‌کند که یک نماینده نظامی است، به Hemlock می‌گوید که برای دستگیری او به زمان بیشتری نیاز دارند.
ژنرال موافق است و زمان را قبل از استقرار بمب تا یک روز اضافی تمدید می‌کند.
نیک و آنی یکدیگر را بوسیدند.
کمی بعد از آن، چاک گرین با Rhonda و گری وارد شد و آشکار کرد که انی در واقع دخترش Katey است و گری برای او کار می‌کند.
چاک به منظور فراهم کردن Zombrex برای دخترش به یک زندگی جنایت تبدیل شده‌بود، اما این باعث شد که دخترش از خانه فرار کند.
چاک و انی با هم آشتی کردند.
گری و Rhonda داوطلب ماندن و کمک به نجات بازماندگان باقیمانده قبل از ترک شهر هستند.
همانطور که نیک می‌خواهد با بقیه همراه شود، او به رادیو گوش می‌دهد که Hemlock قصد دارد یک سلاح بیولوژیک را با زامبی‌ها ایجاد کند.
سپس نیک و چاک تصمیم گرفتند قبل از فرار تصمیم بگیرند که برنامه Hemlock را متوقف کنند.
بعد از این که Hemlock Mallon را به خاطر بی‌احترامی به او کشت، او با استخراج زامبی‌ها از شهر ادامه می‌دهد، اما Nick و چاک او را متوقف می‌کنند.
ژنرال در نهایت در رویارویی با نیک کشته می‌شود، کسی که با دیگران از شهر فرار می‌کند و منجر به ایجاد و توزیع درمان بیماری زامبی می‌شود.
بعد از اعتبار، معلوم شد که ایزابلا واقعاً مسئول شیوع بیماری است، و Mallon را متقاعد کرد که آن را شروع کند تا حامل مصونیت برملا شود و با موفقیت نام خانواده را از جنایات Carlito در Willamette پاک کند.
در حال حاضر، ایزابلا شواهدی را از دست می‌دهد که او را متهم می‌کند و با دیگران شهر را ترک می‌کند.